# Ditlharapa
Ditlharapa is een dorp in het district Southern in Botswana. De plaats telt 653 inwoners (2011).